# Ojstriški potok
Ójstriški pôtok  je levi pritok Drave s Košenjaka. Izvira visoko na južnem pobočju pod najvišjim vrhom, teče po ozki grapi proti jugu in se v Dravogradu izliva v Dravo.
Večji zgornji del doline je v nekoliko odpornejših metamorfnih kamninah (večinoma blestnik), zato je ta del doline ožji, strmejši in s strmejšimi pobočji, spodnji del pa je v manj odpornih skrilavcih (predvsem kloritno-amfibolov skrilavec), zato je v tem delu dolinsko dno malo širše. Dolinska pobočja so strma, poraščena z gozdovi, na nekoliko položnejših pobočjih nad dolino so posamične samotne kmetije. Z obeh strani se v dolino stekajo kratke, gozdnate grape.
Tudi zgornji del doline je ozka grapa, brez ravnega dolinskega dna in poraščena z gozdom. Šele v spodnjem toku se dolina malo razširi, po njej vodi lokalna cesta Dravograd—Ojstrica. Tik ob hudourniškem potoku je bilo v zadnjih desetletjih zgrajenih več stanovanjskih hiš, od katerih so nekatere izpostavljene hudourniškim poplavam, kot npr. ob neurju 5. julija 2018.
V preteklosti je v dolini delovalo več manjših žag in mlinov, ki so bili v lasti bližnjih samotnih kmetij. Do današnjih dni se je ohranil le Lebertov mlin v zgornjem toku, ki je zavarovan kot kulturni spomenik lokalnega pomena.